# Zhanjiang
Zhanjiang (kinesisk: 湛江; pinyin : Zhànjiāng, af franskmændene tidligere kaldt Fort-Bayard) er en by på præfekturniveau i provinsen Guangdong ved Kinas kyst til det Sydkinesiske Hav. Befolkningen i hele præfekturet anslås til  6.698.500 (udgangen af 2006), hvora  selve byen Zhanjiang havde  568.000 indbyggere (2004)..

## Administration
Zhanjiang har jurisdiction over ni enheder på amtsniveau:
- Chikan distrikt (赤坎区; pinyin: Chìkǎn Qū)
- Mazhang distrikt (麻章区; pinyin: Mázhāng Qū)
- Potou distrikt (坡头区; pinyin: Pōtóu Qū)
- Xiashan distrikt (霞山区; pinyin: Xiáshān Qū)
- Leizhou by (雷州市; pinyin: Léizhōu Shì)
- Lianjiang by (廉江市; pinyin: Liánjiāng Shì)
- Wuchuan by (吴川市; pinyin: Wúchuān Shì)
- Suixi amt (遂溪县; pinyin: Suíxī Xiàn)
- Xuwen amt(徐闻县; pinyin: Xúwén Xiàn)

## Historie
Zhanjiang var længe bare en lille fiskerihavn. I året 1898 besatte franske styrker byen for at anlægge en handelspost. En 99-årig påtvunget forpagtelsestraktat (i stil med den britisk-kinesiske for Hongkong) blev undertegnet, og hele området, kaldt Guangzhouwan, blev franskstyret. Den økonomiske udvikling blev imidlertid ikke sammenlignbar hverken med Hongkongs eller Macaos; Området omkring havnen var meget fattigt. 
Byen blev tilbageført af Charles de Gaulle længe før tiden, i 1946, kort efter anden verdenskrig. Da havde byen også i en periode været under japansk okkupation.
Byen har oplevet en stærk vækst, særlig efter Deng Xiaoping kom til magten i Folkerepublikken Kina. Byen er begunstiget med en dybvandshavn og en beliggenhed som er gunstig i forhold til transport til rige områder langs den sydkinesiske kyst. 

## Trafik
Kinas riksvei 207 løber gennem området. Denne viktige trafikkåre begynder i Xilinhot i Indre Mongoliet nær grænsen til Mongoliet, løber sydover og ender i Hai'an, en by som ligger i Xuwen amtet mod syd på  på Leizhouhalvøen længst mod sydvest i provinsen Guangdong.
Kinas rigsvej 325 (Guangnan-veien) løber også gennem området. Den fører vestover fra Guangzhou i Guangdong til Nanning til den autonome region Guangxi.
21°12′N 110°24′Ø / 21.200°N 110.400°Ø